# Абель, Фредерик Август
Фредерик Август Абель (англ. Frederick Augustus Abel; 17 июля 1827, Вулвич — 6 сентября 1902, Лондон) — английский химик.

## Биография
Фредерик Август Абель родился 17 июля 1827 года в Вулвиче. Окончил Королевский Политехнический институт.
Как директору химической лаборатории английского военного министерства в Вулвиче в 1862 г. ему было поручено произвести новые всесторонние исследования пироксилина, незадолго перед этим отвергнутого во всех государствах континентальной Европы из-за его опасности.
Путём исследований, выполненных по весьма обширной программе, Абелю удалось подробно изучить свойства этого вещества, а также существенно усовершенствовать способ его фабричного производства. Благодаря этому пироксилин снова стал применяться для военных целей во всех государствах Старого и Нового Света.
Целый ряд классических работ Абеля, посвящённых этому вопросу, был напечатан в «Phil. Trans.» в 1866-67 гг., «Annal. de Chimie et de Phys.» в 1870—74 г. и др. Ему принадлежат также труды по исследованию детонации взрывчатых веществ и приведению в более удобный для употребления вид гремучего студня.
В 1883 году Абель был правительственным комиссаром на электрической выставке в Вене, по возвращении откуда был возведён в дворянское звание.
В 1877 году учёный был награждён Королевской медалью Лондонского королевского общества.
В течение многих лет Абель являлся членом артиллерийской комиссии и Королевского инженерного общества, а с 1889 года — президентом Committee on Explosives. В том же году им совместно с профессором Дьюаром разработан новый тип бездымного нитроглицеринового пороха, известный под именем кордита, который был принят на вооружение в Англии.
Фредерик Август Абель умер 6 сентября 1902 года в городе Лондоне.

## Избранная библиография
- «On recent investigations and explorations of explosive agents» (1871);
- «Researches on explosives» (1875);
- «The modern history of gunpowder» (1877);
- «Electricity as applied to explosive purpose» (1884);
- «Gun-cotton» (1886).
- «Handbuch der Chemie» (совместно с Bloxam’ом)